# (7647) Étrépigny
(7647) Étrépigny est un astéroïde de la ceinture principale.

## Description
(7647) Étrépigny est un astéroïde de la ceinture principale. Il fut découvert par Eric Walter Elst le 26 septembre 1989 à La Silla. Il présente une orbite caractérisée par un demi-grand axe de 2,89 UA, une excentricité de 0,0406 et une inclinaison de 3,37° par rapport à l'écliptique.
Il fut nommé en hommage à Étrépigny, village des Ardennes, proche de la frontière belge.

## Compléments